# نیکولاس النودجی
نیکولاس النودجی (انگلیسی: Nicolas Alnoudji؛ زادهٔ ۹ دسامبر ۱۹۷۹) یک بازیکن فوتبال اهل کامرون است.
وی همچنین در تیم ملی فوتبال کامرون بازی کرده‌است.